# فدراسیون حمل و نقل
فدراسیون حمل و نقل (به انگلیسی: Shipping Federation) یک انجمن متشکل از کارفرمایان در صنعت حمل و نقل است که در سال ۱۸۹۰ به دنبال اعتصاب بارانداز لندن ۱۸۸۹ تشکیل شد.
وظیفه اصلی این فدراسیون ایجاد هماهنگی‌های لازم برای راحتی کار صاحبان کشتی بود تا از بروز اعتصاب و مقابله با اتحادیه جلوگیری کند.
در سال ۱۹۷۵ فدراسیون حمل و نقل با اتاق حمل و نقل بریتانیا ادغام شد و شورای حمل و نقل عمومی بریتانیا را تشکیل دادند اما در سال ۱۹۹۱ نام خود را به اتاق حمل و نقل تغییر داد.